# El Villar (gemeente)
El Villar is een gemeente (municipio) in de Boliviaanse provincie Tomina in het departement Chuquisaca. De gemeente telt naar schatting 4.624 inwoners (2018). De hoofdplaats is El Villar.